# Air New Zealand
Air New Zealand Limited — найбільший авіаперевізник Нової Зеландії, є національною авіакомпанією країни. Офіс компанії знаходиться в Окленді, Нова Зеландія, а базовим аеропортом з якого здійснюються основні операції є Аеропорт Окленда. Авіакомпанія здійснює регулярні польоти між 27 пунктами всередині Нової Зеландії і 26 пунктами за межами країни, які розташовуються в 14 країнах в Азії, Європі, Північній Америці та Океанії. До 2013 року Air New Zealand була останньою у світі авіакомпанією, на літаках якої можна було зробити переліт навколо земної кулі.

## Історія

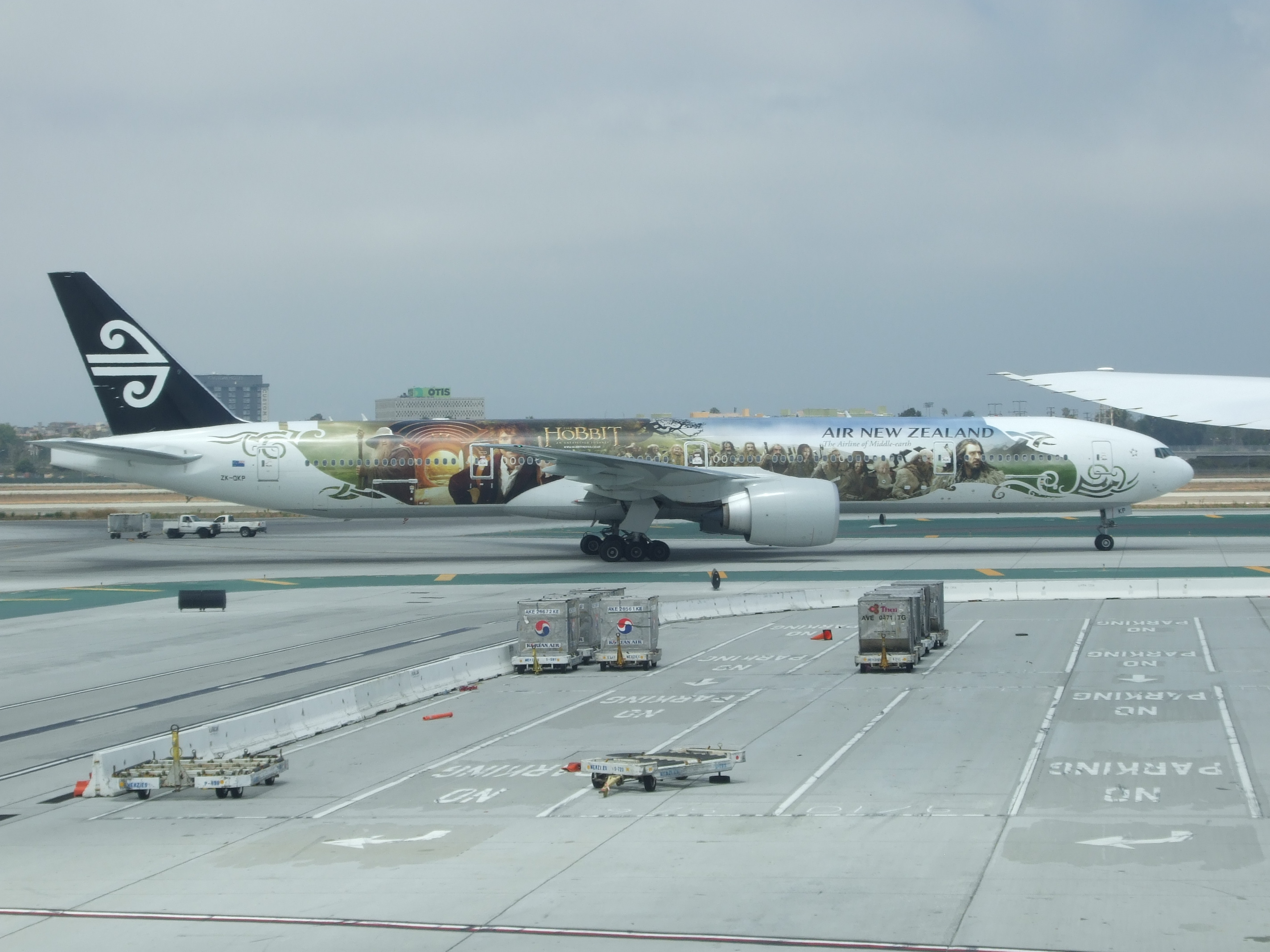
Аерографія на літаку Boeing 777 авіакомпанії Air New Zealand, що зображає головних героїв кінотрилогії «Хоббіт»

Air New Zealand була утворена в 1940 році і спочатку носила назву Tasman Empire Airways Limited (TEAL). Флот компанії в цей період становили в основному літаки-літаючі човни, які обслуговували авіалінії через Тасманове море, поєднуючи Нову Зеландію та Австралію. Починаючи з 1965 року, коли уряд Нової Зеландії повністю викупив компанію, вона носить свою теперішню назву. Компанія зазнала приватизацію в 1989 році, проте була знову викуплена урядом Нової Зеландії в 2001 році, після укладення контракту з збанкрутілої австралійської авіакомпанією Ansett Australia. З березня 1999 року авіакомпанія є членом асоціації Star Alliance.
Air New Zealand зараз має сучасні авіалайнери, серед яких є літаки Boeing 767-300ER, 777-200ER, 777-300ER, 787-9 Dreamliner і Airbus A320-200, які використовуються на міжнародних лініях середньої і великої протяжності. Крім того на внутрішніх лініях використовуються літаки Airbus A320-200 і Boeing 737—300. Air New Zealand володіє рядом невеликих дочірніх компаній, таких як Air Nelson, Eagle Airways, Mount Cook Airline і Zeal320, які працюють під єдиним брендом Air New Zealand Link і обслуговують другорядні внутрішні лінії невеликої довжини, а також здійснюють польоти в Австралію. У 2009 році авіакомпанія, згідно з дослідженням проведеним асоціацією Skytrax зайняла 8-е місце в списку кращих авіакомпаній світу. Відповідно до статистичних даних в 2008 році компанія перевезла 11.7 мільйонів пасажирів.
У 2001—2003 роках, Air New Zealand брала участь в рекламній кампанії кінотрилогії Пітера Джексона «Володар Перснів», знятої в Новій Зеландії, а в 2012—2014 роки — в рекламі її приквела, кінотрилогії «Хоббіт». На літаки наносилася аерографія із зображенням персонажів фільмів. Були зняті рекламні ролики в стилі «Володаря Перснів», причому в зйомках брали участь сам Джексон і деякі з його акторів.
У 2015 році авіакомпанія представила першу в світі повністю автоматизовану систему здачі багажу в аеропортах.

## Надзвичайні події
28 листопада 1979 року, літак DC-10-30 рейсу 901 авіакомпанії Air New Zealand врізався у схил вулкану Еребус, в результаті чого всі 257 осіб, що перебували на борту, загинули. Цей рейс був частиною програми Air New Zealand, яка дозволяла пасажирам подорожувати 11-годинним екскурсійним рейсом з Окленду до Антарктиди, а потім назад — до Нової Зеландії. Після декількох судових позовів і безлічі суперечок, авіакомпанія Air New Zealand припинила свої оглядові польоти над Антарктидою.